# Jean Plichon
Pour les articles homonymes, voir Plichon.
Jean Plichon, né le 14 juin 1863 à Bailleul (Nord) et mort à Oxelaëre (Nord) le 22 septembre 1936, est un industriel et homme politique français.

## Biographie

### Milieu social
Issu d'une famille bourgeoise catholique établie de longue date dans la Flandre-Maritime, dont le berceau était la petite localité de Bailleul, Jean Plichon est le fils de Charles Ignace Plichon, député royaliste du Nord sous la monarchie de Juillet (1846-1848), le Second Empire (1857-1870) et la Troisième République (élu en 1871, 1876, 1877, 1881 et 1885), ministre des Travaux publics, et d'Adeline Boittelle, (nièce de Symphorien Boittelle), une fille du banquier et industriel Alexis Boittelle, l'un des principaux fondateurs de l'industrie houillère du Nord, administrateur des Mines de Béthune.
Il devient ingénieur de l'Ecole Centrale des Arts et Manufactures (sorti troisième de la promotion 1886) et entre à la Compagnie des mines de Béthune, dont sa famille est actionnaire. Il en devient rapidement l'un des administrateurs: il est secrétaire du conseil d'administration en 1899.

### L'administrateur de sociétés
Comme son père, il accède à la présidence du conseil d'administration de la Compagnie des mines de Béthune. Il administre également plusieurs autres firmes minières, sidérurgiques et bancaires: président puis président d'honneur de la Cie des Mines de Blanzy, président de 1927 à 1936 de Kali Sainte-Thérèse, administrateur de la Société générale de crédit industriel et commercial, à partir de 1910, de la Banque Scalbert, des aciéries de Denain et Anzin (Usinor-Denain, de 1913 à 1936) notamment. 
Il est aussi vice-président de Comité central des houillères de France et de la Société des agriculteurs de France, membre du comité directeur de l'Association de l'industrie et de l'agriculture françaises et administrateur de l'UIMM.
Son frère Pierre est aussi administrateur des Mines de Béthune. Deux des enfants de Jean Plichon épousent des membres de la famille Thiriez, industriels du textile du Nord.

### L'homme politique
Il succède à son père comme Conseiller général du Canton de Bailleul-Sud-Ouest et député du Nord, de 1889 à 1936, avec un bref intermède au Sénat (1920-24). Rallié à la République, ce catholique a été vice-président de l'ALP avant 1914. Il se montre protectionniste au Parlement.   
Représentant d'une région sinistrée et envahie - Bailleul a beaucoup souffert - il intervient souvent, notamment au Sénat, en faveur des départements dévastés. Officier de réserve, il est un membre influent de la commission de l'armée où sa participation à l'élaboration des grandes lois militaires fut importante. Il étudie aussi les problèmes sociaux et intervient dans les discussions sur les projets de loi sur les retraites ouvrières et les assurances sociales.
Après les élections de 1932, sa santé se dégrade et à partir de 1933 il ne peut plus faire que de courtes apparitions dans les couloirs du Palais Bourbon. Il meurt, âgé de 73 ans, le 22 septembre 1936, à Oxelaere, où il résidait depuis 1918, sa maison de Bailleul ayant été détruite pendant la guerre. À sa place, siégeait déjà à la Chambre son neveu, Jean-Pierre Plichon.

### L'ancien combattant de la Grande Guerre
Malgré son âge - il a 51 ans en 1914- il prend part à la guerre, y gagne la Légion d'honneur et la Croix de guerre et la termine avec le grade de lieutenant-colonel, titre dont il fera désormais précéder son nom.
Il a été le premier président en 1921 du Groupement des Coopératives de Reconstruction.
des Églises dévastées de France.

## Distinctions
- Officier de la Légion d'honneur décret du 29 décembre 1923[9], Chevalier en 1915.
- Croix de guerre 1914–1918
- Ordre de la Couronne (Roumanie) au grade de Commandeur.
- Officier de l'ordre de Léopold
- Commandeur de l'Ordre du Saint-Sépulcre

## Sources
- « Jean Plichon », dans le Dictionnaire des parlementaires français (1889-1940), sous la direction de Jean Jolly, PUF, 1960 [détail de l’édition]
- Les Documents politiques, diplomatiques et financiers, février 1936 ( liste des fonctions d'administrateur de Plichon )
- L'Echo des mines et de la métallurgie, 10 octobre 1936, nécrologie
- Dossier de la Légion d'honneur de Jean Plichon, dans la base Léonore
- La Chambre des députés (1898-1902) : biographies des 581 députés, 1899, p. 344-345
- Francis Przybyla, Le Blé, le sucre et le charbon: Les parlementaires du Nord et leur action 1881-1889, Presses universitaires du Septentrion, 2007
- Collectif, Les Parlementaires du Nord-Pas-de-Calais sous la IIIe République, Centre de recherche sur l'Histoire de l'Europe du Nord-Ouest, Université Charles de Gaulle-Lille 3, 2000